# Dreiband-Europameisterschaft 1951

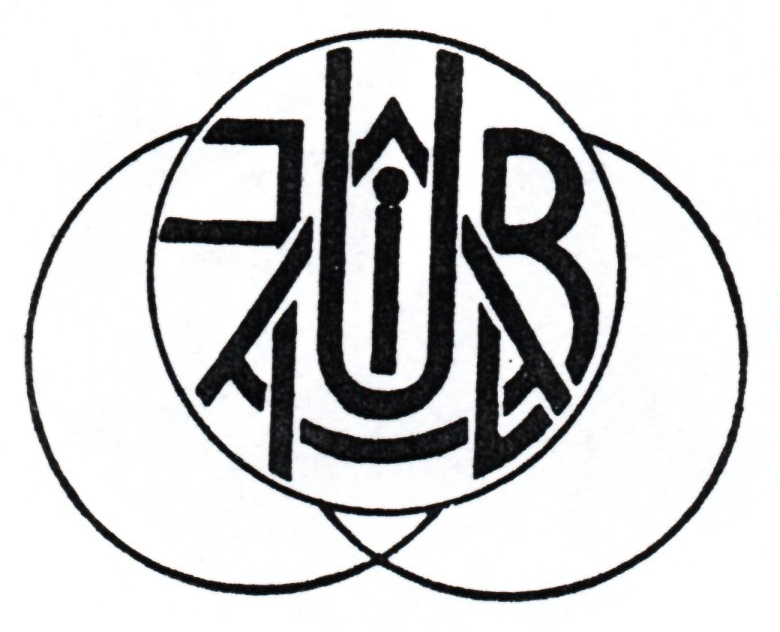
Logo UIFAB (ausrichtender Verband)

Veranstaltungsort: Antwerpen

Die Dreiband-Europameisterschaft 1951 war das achte Turnier in dieser Disziplin des Karambolage und fand vom 8. bis zum 11. Februar 1950 im belgischen Antwerpen statt.

## Geschichte
Zum ersten Mal fand die Europameisterschaft in der belgischen Metropole statt. Als wäre dies ein Fingerzeig, konnte der Vizemeister von 1947 und 1949, René Vingerhoedt, aus dem Gastgeberland den Titel erringen. Den sollte er nun bis 1957, dem Jahr der Doppel-EM, nicht mehr abgeben. Damit begann die 32-jährige belgische Dominanz in dieser Turnierserie. Bis 1983 wird es nur zwei Nicht-Belgiern gelingen hier zu gewinnen; - Bernard Siguret aus Frankreich (1957) und der Österreicher Johann Scherz 1958. Ansonsten ging der Titel 21 × an Raymond Ceulemans und 1 × an Arnold de Paepe (1972).
Vingerhoedt sicherte sich zudem alle Turnierrekorde, den des besten Einzeldurchschnittes musste er sich allerdings mit seinem drittplatzierten Landsmann Léonard Dessart teilen. Es war die erste EM, seit 1939, die der Sieger ohne Spielverlust gewann. Bis dato einmalig; -  Vingerhoedt gewann mit fünf Punkten Vorsprung auf den Zweiten.

## Modus
Gespielt wurde „Jeder gegen Jeden“ bis 50 Punkte mit Nachstoß/Aufnahmegleichheit.

## Kurioses
Durchschnitt ist (nicht) alles! Der Niederländer Bert Wevers wurde bei der EM 1949 mit einem Generaldurchschnitt (GD) von 0,522 Letzter des Turniers. 1950 konnte er den GD um 62 Tausendstel steigern und gewann mit 0,584 und bei der aktuellen EM steigerte er seinen GD erneut um weitere 9 Tausendstel auf 0,593 und wurde … wieder Letzter!

## Abschlusstabelle
| MP    | Match Points (Sieger = 2; Unentschieden = 1; Verlierer = 0) |
| Pkte. | Erzielte Karambolagen                                       |
| Aufn. | Benötigte Versuche                                          |
| GD    | Generaldurchschnitt                                         |
| BED   | Bester Einzeldurchschnitt eines Spielers                    |
| HS    | Höchstserie                                                 |
|       | Bester GD des Turniers                                      |
|       | Bester ED des Turniers                                      |
|       | Beste HS des Turniers                                       |
|       | 1. Platz (Gold)                                             |
|       | 2. Platz (Silber)                                           |
|       | 3. Platz (Bronze)                                           |

| Endklassement              | Endklassement    | Endklassement | Endklassement | Endklassement | Endklassement | Endklassement | Endklassement |
| Platz                      | Name             | MP            | Pkte.         | Aufn.         | GD            | BED           | HS            |
| -------------------------- | ---------------- | ------------- | ------------- | ------------- | ------------- | ------------- | ------------- |
| 1                          | René Vingerhoedt | 14:0          | 350           | 391           | 0,895         | 1,020         | 9             |
| 2                          | Alfred Lagache   | 9:5           | 321           | 501           | 0,640         | 0,735         | 7             |
| 3                          | Léonard Dessart  | 8:6           | 311           | 443           | 0,702         | 1,020         | 8             |
| 4                          | António Ventura  | 7:7           | 337           | 465           | 0,724         | 0,847         | 7             |
| 5                          | Marcel Lacroix   | 7:7           | 320           | 490           | 0,653         | 0,769         | 8             |
| 6                          | Joaquín Domingo  | 5:9           | 322           | 480           | 0,670         | 0,793         | 8             |
| 7                          | Ries Kok         | 4:10          | 293           | 502           | 0,583         | 0,961         | 7             |
| 8                          | Bert Wevers      | 2:12          | 285           | 480           | 0,593         | 0,714         | 7             |
| Turnierdurchschnitt: 0,676 |                  |               |               |               |               |               |               |